# Buduslău
Buduslău (Hongaars: Érbogyoszló) is een Roemeense gemeente in het district Bihor. 
Buduslău telt 1937 inwoners (2011). De meerderheid van de bevolking is etnisch Hongaars (zie: Hongaarse minderheid in Roemenië) en de gemeente maakt deel uit van de streek Érmellék.

## Dorpen en bevolking
De gemeente bestaat uit de volgende dorpen:
- Albiș (912 inwoners, 806 Hongaren)
- Buduslău (995 inwoners, 950 Hongaren)

Het Hongaars is de lingua franca in de twee dorpen. 